# Helvibis
Helvibis là một chi nhện trong họ Theridiidae.